# Iusta Grata Honoria
Iusta Grata Honoria (416/417 - 454?) was Romeins keizerin.
Honoria was de oudere zus van Valentinianus III en het eerste kind van keizer Constantius III en Galla Placidia, de dochter van Theodosius I. Ze is geboren in ca. 417, en hield de titel van Augusta (keizerin). Het is niet bekend wanneer haar deze titel gegeven is, en of hij haar later ontnomen is.
Haar broer Valentinianus dwong haar een leven te leiden als maagd. Honoria vond dat maar niets, en had sowieso geen hoge pet op van het slappe regeren van haar broer. Ca. 449 werd ze betrapt in een affaire met de opzichter van haar domeinen, een zekere Eugenius. Er wordt gezegd dat beiden een complot tegen Valentinianus voorbereidden. Eugenius werd vervolgens geëxecuteerd en Honoria werd verbannen naar Constantinopel.
In Constantinopel schreef ze een brief naar Atilla de Hun met een verzoek om hulp tegen haar broer. Toen de Oost-Romeinse keizer Theodosius II hiervan hoorde stuurde hij haar linea recta terug naar Ravenna; hij had al genoeg problemen met de Hunnen. Hij raadde Valentinianus aan haar uit te leveren aan Atilla.
Valentinianus was razend en wilde Honoria laten executeren; slechts door ingrijpen van hun moeder Galla Placidia werd ze gespaard. Vervolgens werd ze uitgehuwelijkt aan Flavius Bassus Herculanus, een senator zonder enige politieke ambities, en verder goed in de gaten gehouden.
Atilla besloot vervolgens de brief van Honoria als huwelijksaanzoek te beschouwen en eiste het halve West-Romeinse Rijk als bruidsschat op. Dit werd natuurlijk geweigerd, en Atilla viel vervolgens in 451 en 452 het West-Romeinse Rijk binnen, en plunderde Gallië en Italia.
Wat er verder van Honoria is geworden is onbekend; zij was voor 455 waarschijnlijk al overleden. In dat jaar werd door Licinia Eudoxia, de vrouw van Valentinianus, eenzelfde streek uitgehaald met Petronius Maximus als die Honoria deed met Valentinianus: zij stuurde een brief naar Geiseric, koning van de Vandalen, die vervolgens Rome plunderde.